# Matériau à voile
Pour les articles homonymes, voir matériau (homonymie).
Les matériaux traditionnels d'une voile sont des fibres naturelles comme le lin, le chanvre ou le coton qui une fois tissées forment un tissu. Depuis, l'apparition de nouveaux matériaux synthétiques a permis une amélioration des performances et de la durée de vie des voiles.
Les méthodes de conception et les matériaux utilisés pour la fabrication des voiles se sont développés au cours des siècles pour permettre de répondre au mieux aux exigences des embarcations à voile. L'usage des embarcations à voile, principalement utilisé comme moyen de transport d'humains et de marchandises ou pour la pêche jusqu'au XIXe siècle, est aujourd'hui principalement dédiée à la plaisance et à la course au large. La navigation à voile connait cependant un nouvel intérêt pour réduire l'usage d'énergies fossiles dans les transports de marchandises. 
Cet article résume l'évolution des matériaux utilisés en voilerie et décrit les matériaux utilisés actuellement. Jusqu'au milieu du XXe siècle, les matériaux des voiles sont naturels. À partir de 1953 et les progrès de la chimie, de nouveaux matériaux synthétiques, plus avantageux, sont mis au point.

## Les paramètres à prendre en compte dans le choix d'un tissu
Une fibre pour voile est évaluée suivant sept paramètres :
- L'élasticité permet à la voile de se déformer tout en reprenant sa forme d'origine lorsque la contrainte appliquée disparaît.
- La résistance à la rupture mesure la force maximale que peut atteindre une section donnée de fibres avant de se rompre.
- Le fluage est la perte de forme à long terme de la fibre. Au fur et à mesure du temps la fibre perd en résistance, s'amincit et se déforme.
- La résistance aux ultra-violets permet d'éviter les dégradations de la voile due aux rayons UV.
- La ténacité permet de résister aux pliages qui provoquent des microfissures affaiblissant la fibre.
- La fatigue est la vitesse de détérioration d'un matériau à la suite de la répétition de contraintes.
- Le coût de la fibre.

Il n'existe pas de fibre idéale. Il faut faire des compromis entre tous les paramètres cités.

## Fibres naturelles

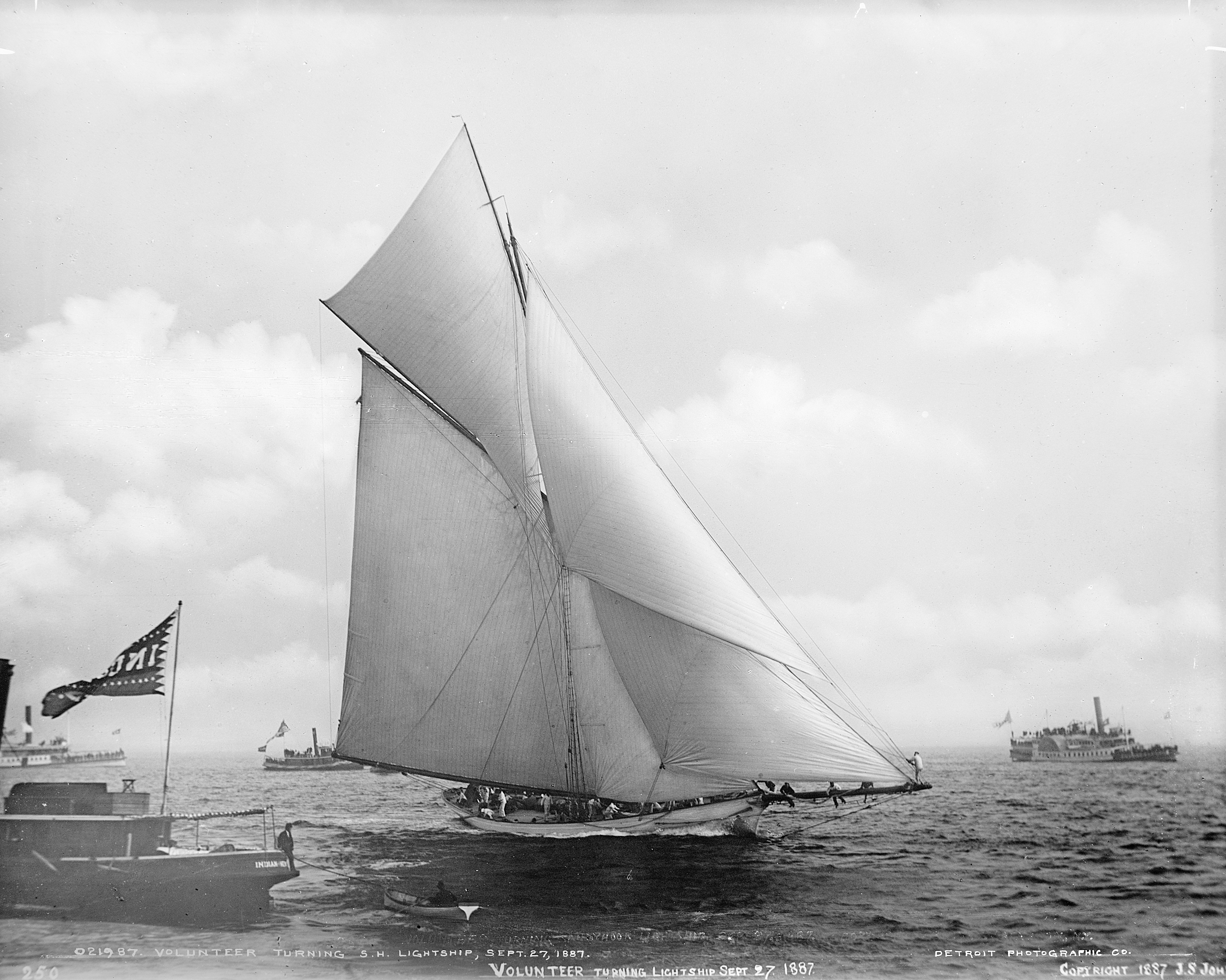
Volunteer qui gagna l'America's Cup en 1887 avec des voiles de coton

Les voiles anciennes utilisent des matériaux naturels, des fibres naturelles tissées ou « des peaux molles et très amincies ». La laine, le chanvre et le lin sont largement employés avant l'arrivée du coton. Le Duck américain est un parfait exemple. Le Duck est issue du mot néerlandais Doek qui évolua en Duck en anglais. Le Duck est formé de coton ou lin, et avec parfois du chanvre.En Asie et en océanie, les voiles des embarcations emploient des nattes de jonc ou de roseau.
Les fibres naturelles présentent peu de résistance aux ultraviolets, au pourrissement et elles ont une forte tendance à absorber l'eau. Le lin est solide mais le coton léger. Le lin était la fibre traditionnelle pour les voiles jusqu'à l'apparition du coton. Le coton prit une place très importante sans pour autant supplanter le lin. Au XXe siècle, l'arrivée des fibres synthétiques remplaça progressivement les fibres naturelles.
Une voile de qualité nécessite du travail et du savoir-faire. La fabrication de voile est très technique. La fabrication de voile est donc devenue un métier pratiqué dans des ateliers spécialisés appelés voilerie. Les plus anciennes voileries en activité à ce jour datent de plus de 150 ans.
Les fibres naturelles ne sont pas les seuls éléments possibles pour réaliser du tissu. Les baves (soie) et laines peuvent être un matériau à voile mais leurs utilisations restent confidentielles.
Pour les vieux gréements, la reproduction des voiles en fibre naturelle reste rare. Il est courant et avantageux de remplacer les fibres naturelles par des tissés synthétiques imitations anciens tels le tissu de la compagnie Richard Hayward, le clipper canvas ou l'oceanus de North Sails, ou encore le classic cream de chez Bainbridge.

### Unités
Les largeurs traditionnelles des rouleaux de tissu pour voile sont aux États-Unis de 23 pouces ou 58 cm et au Royaume-Uni de 24 pouces ou 61 cm.
Le poids est noté en smoz ou Sailmakers Ounce. Il est l'héritage du temps des voiles en coton. Le smoz représente le nombre once par Smyd ou Sailmarker yards. Un Smyd représente un yards de tissus en rouleau or autrefois les rouleaux mesuraient 28,5 pouces de large. Un Smyd est égale à 28,5 pouces x 36 pouces,. Pratique autrefois, il est maintenant largement remplacé par le g/m².
Le denier, est l'unité de mesure de finesse des fils continus (masse linéique). Il mesure le poids d'une longueur donné de fil : un fil ayant 1 denier de finesse aura une masse de 1 gramme pour une longueur de 9 000 mètres. Il est remplacé par l'unité SI, le tex (1 gramme/kilomètre soit 9 deniers).
Pour une voile synthétique, la mesure la plus appropriée est une mesure de densité de fibre (masse surfacique). La mesure est le dpi, ou denier par inch (pouce), soit la somme des deniers pour un pouce de largeur.

## Fibres synthétiques
Historiquement, les premières fibres synthétiques dans le monde de la voile sont apparues dans les années 1950 avec la famille des nylons. Elles furent suivies dans les années 1980 par une nouvelle famille de fibres, les aramides. Cette famille s'est vue rapidement concurrencée par de nouveaux venus dans le monde de la voilerie, les polyéthylènes, les polyesters, les polyazoles et les carbones.
Les performances d'une voile sont dues à la conception, à sa fabrication et aux caractéristiques des fibres employées, fibres qui sont tissées pour former le tissu de la voile. La section suivante décrira les paramètres que doit avoir une fibre pour une bonne conception et une construction sûre. Une fibre pour voile est évaluée suivant six paramètres :
- élasticité, qui décrit la possibilité de la voile de se déformer tout en reprenant sa forme d'origine lorsque la contrainte qu'on lui applique disparait. Une élasticité est comparable à la raideur d'un ressort. Une forte élasticité est conseillée pour la partie haute des voiles ;
- limite à la rupture, qui mesure la force maximale que peut atteindre une section donnée de fibre (voir Essai de traction). Plus cette force est importante, mieux c'est pour la voile. Mesure en fait la capacité de la voile à encaisser une sur-vente sans se déchirer. La voile peut être déformée définitivement donc endommagée. La limite d'élasticité caractérise les efforts maximaux que peut encaisser la fibre (ou voile) sans dommage ;
- fluage, qui décrit la perte de forme à long terme de la fibre. Au départ la fibre peut être très résistante, mais avec le temps la fibre se déforme progressivement. Au bout d'un certain temps, la fibre peut être très fine, c'est-à-dire bien moins résistante qu'au début. Dans certains cas, il vaut mieux une fibre moins résistante et qui flue peu (ne se déforme pas plastiquement), qu'une fibre très résistante mais qui flue beaucoup[15] ;
- ultraviolet (UV) : les matériaux sont généralement sensibles aux UV. Les UV provenant du rayonnement solaire dégradent les fibres, vieillissent la voile. La résistance aux UV est calculée suivant un test normé[16] ;
- perte de flexibilité ou ténacité, due aux pliages, courbures des fibres qui provoquent des microfissures affaiblissant la fibre. Souvent mesurée à partir d'un test normalisé consistant à plier la fibre 50 fois (un test 60 fois à 180° existe aussi)[17] ;
- le coût de la fibre est un paramètre important dans le choix.

La résilience et la fatigue peuvent aussi être utiles dans le choix des matériaux.
Voir,.
Il n'existe pas de fibre idéale, la meilleure performance d'un matériau dans un domaine s'accompagne par de faibles performances dans un autre. Généralement un matériau à limite de rupture élevée est très rigide, donc peu flexible donc peu performant au test de perte de flexibilité, donc une voile qui ne supporte pas beaucoup de saisons. Des solutions existent mais elles sont hors de prix.
Il est à noter que les matériaux synthétiques peuvent être employés sous la forme de polymères à cristaux liquides (matériaux non encore cristallisés comme le verre), le Kevlar étant le plus connu mais aussi le Vectran, le Zylon.

### Polyamide

#### Polyamide aliphatique (PA)

##### Nylon

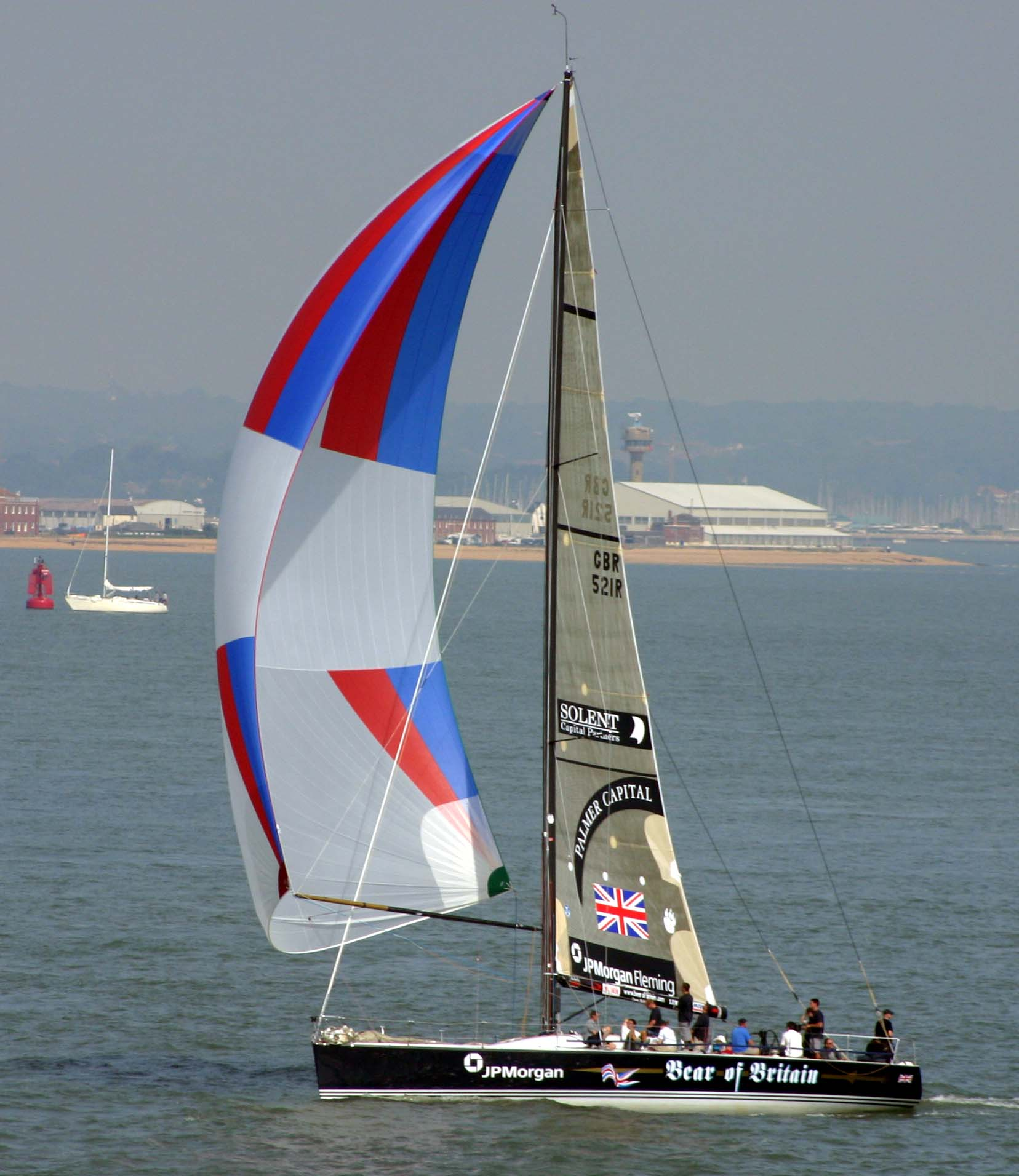
Spi en nylon multicolore

Le nylon est utilisé pour les spi pour ses qualités de légèreté, de grande résistance à la rupture, de sa grande résistance à l'abrasion et de sa flexibilité. Cependant sa grande élasticité est appropriée pour les voiles hautes. Le nylon est une marque non déposée de la firme DuPont (comme cette société le rappelle sur son site web). DuPont a ainsi choisi de permettre au mot de devenir d'un usage courant et par extension le terme nylon est le terme générique pour les polyamides aliphatiques. Le nylon est moins résistant aux UV et agents chimiques que le polyester. Les moisissures changent les caractéristiques techniques du nylon.

##### Rilsan
Rilsan est le nom commercial du polyamide 11, aussi appelé nylon 11 ou « nylon français », fabriqué par Arkema filiale de Total.

#### Aramide (PAA)
Le mot aramide vient de la contraction de aromatique polyamide.

##### Kevlar

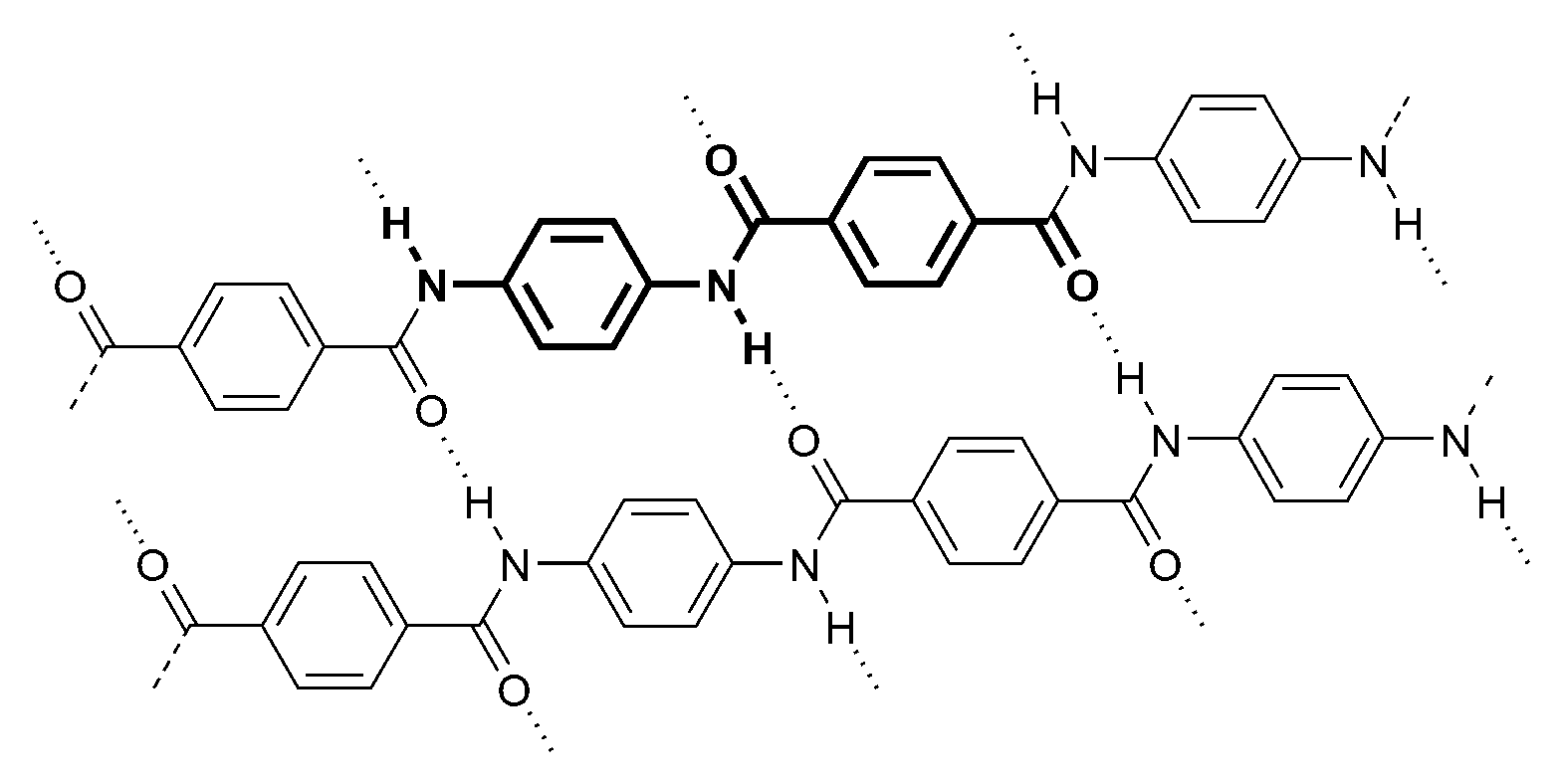
Structure chimique (Kevlar) montrant les liaisons chimiques (amides) à l'origine de la solidité du Kevlar

Kevlar, est une fibre aramide. Le Kevlar est la fibre la plus répandue pour les voiles de compétition depuis son introduction par DuPont en 1971. Cette fibre est résistante, et est plus résistante que l'acier à poids égal, a une rigidité cinq fois supérieure au PET soit deux fois plus que le PEN. Les deux Kevlar courants sont les types 29 et 49, le 49 est 50 % plus rigide que le type 29 mais moins flexible. DuPont a développé d'autres fibres bien plus solides, les types 129, 149 et 159, mais elles sont peu employées car trop rigides. DuPont a récemment conçu le Kevlar Edge, spécifiquement pour la voile, il est 25 % plus flexible et aussi solide que le Kevlar 49.
Le Kevlar, comme les autres fibres aramides, a une faible résistance aux UV. Kevlar perd deux fois plus vite et deux fois plus en solidité qu'un PET aux UV. Le Kevlar est très sensible au pliage et au fluage. Une voile Kevlar ne doit pas être pliée si le marin veut assurer une bonne durée de vie de sa voile.

##### Technora
Technora une fibre d'aramide qui est produite au Japon par Teijin. Le Technora a une résistance à la rupture plus faible que le Kevlar 29 mais supérieure du point de vue de la résistance à la flexibilité. La fibre est peu résistante aux UV, cette faiblesse peut être partiellement résolue en enrobant la fibre de couleur naturelle or par une poudre noire. Le Technora est la fibre la plus employée dans la technologie X-ply (le X-ply est un type de scrim. C'est un tramé de renfort placé de biais, il ressemble donc à un X) des voiles laminées.

##### Twaron

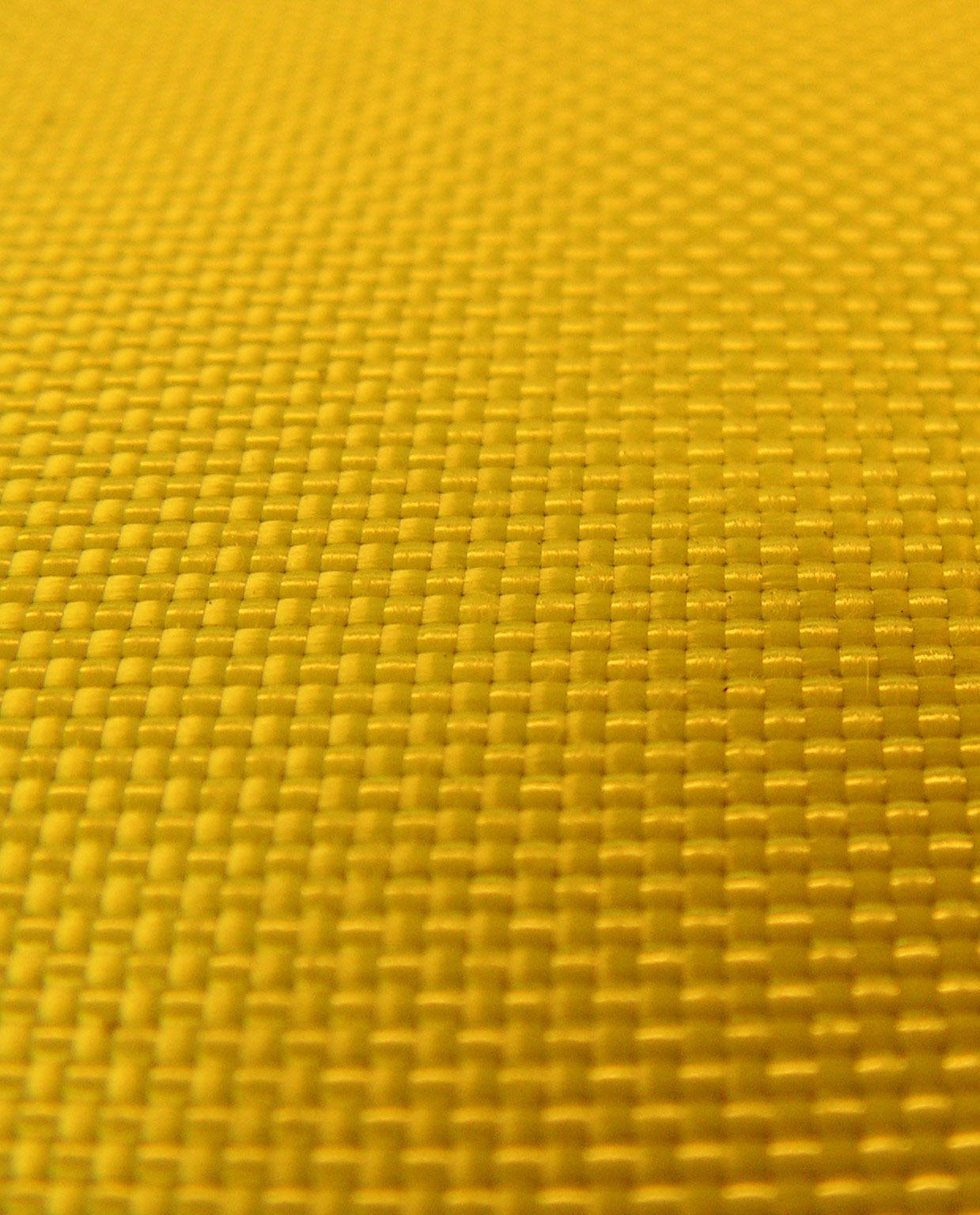
Tissu de Twaron

Le Twaron est une fibre d'aramide, produite aux Pays-Bas par Teijin. Cette fibre est chimiquement et physiquement équivalente au Kevlar de DuPont. Le Twaron HM (pour High modulus) est équivalent aux propriétés du Kevlar 49, avec une meilleure résistance à la rupture et une meilleure résistance aux UV. Twaron SM est équivalent au Kevlar 29. Comme le Kevlar, cette fibre est d'une couleur doré brillant.

### Polyazole

#### Zylon
Le Zylon est le nom commercial du PBO. PBO est l'acronyme de sa formule chimique poly(p-phénylène-2,6-benzobisoxazole). Il est sous forme de polymère à cristaux liquides. Le PBO est un polyazole possédant un autre hétéroatome dans le cycle ou oxazole. Il est développé dans les années 1980 par Toyobo, une firme japonaise. La fibre est de couleur or et est la fibre la plus résistante à la rupture sur le marché surpassant les aramides.
Le Zylon est très stable, résiste à 600 °C, résiste bien à l'abrasion, est difficile à couper, glisse peu et résiste très bien aux pliages. Il est très flexible et est doux au toucher. Pratiquement la fibre idéale mais le Zylon est très sensible aux UV et à la lumière visible.

### Polyester

#### Polyesters semi-aromatiques saturés

##### Polyester
Le poly(téréphtalate d'éthylène) (PET) est le polyester le plus courant. Il est aussi la fibre la plus employée pour les tissus de voile. Le PET est un polymère dont le motif de répétition est composé d'ester et d'éthylène. Le PET a une excellente résistance aux chocs, à l'abrasion, aux UV, au test de flexibilité et n'est pas cher. Le PET est remplacé par des fibres plus résistantes pour les voiles de compétition, mais reste la fibre la plus populaire en raison de son faible coût et sa très grande durabilité.
Il existe plusieurs fabricants de PET avec des performances qui peuvent varier. Le Dacron est le nom déposé par Invista Inc (ex DuPont Textiles) pour son PET. La fibre spécifique voile est le type 52 high modulus fiber.
Le Dacron a une très bonne tenue au fasseyement, au ragage, à la déchirure et une faible déformation à l'effort. Le Dacron est utilisé pour des voiles de plaisance en programme croisière. Allied Signal produit le 1W70 polyester qui est 27 % plus résistant à la rupture que le Dacron.
Le PET est aussi fabriqué par plusieurs autres firmes sous des noms différents : Tergal de Rhône Poulenc, Tétoron de Toray, Terylene de ICI, Diolen de ENKA/AKZO.

##### Pentex ou PEN
Le Pentex est un polyéthylène naphtalate produit par Honeywell. Sa forme tissée en fait une fibre qui se déforme peu (élongation limitée à 5 % à comparer aux 15 % du Dacron), avec une élasticité de 250 au lieu de 80 à 120 pour les polyéthylènes classiques (élongation limitée à 5 % à comparer aux 15 % du Dacron). C'est-à-dire 40 % d'élongation par rapport au PET mais deux fois plus que le Kevlar 29. Il n'est pas affecté par la flexion et résiste assez bien aux UV.
Comme il est moins flexible que le PET, il ne peut être tissé aussi serré, le tissé doit donc être imprégné avec une résine, donnant des voiles plus fragiles à l'usage.
Le Pentex (ou fibre de PEN) est souvent associé à un film de PET (plus connu sous le nom de mylar), soit comme fibre de structure transmettant les efforts et/ou soit comme taffetas de protection du film.
Le Pentex est principalement utilisé dans les régates de monotypes. Il reste une alternative économique intéressante pour des voiles hautes performances.

#### Polyesters aromatiques saturés

##### Vectran
Vectran est un polyester haute performance sous forme de polymère à cristaux liquides. Il est produit par Ticona. Sa couleur naturel est l'or et à une élasticité similaire au Kevlar 29. Il a pour avantage : une très haute résistance, une faible élongation, une assez bonne caractéristique de résistance à la flexion, une très bonne ténacité, une bonne résistance au fluage, un allongement avant rupture excellent, une excellente résistance aux charges répétées. Son endurance aux UV est inférieure aux PET et PEN, mais il se stabilise après 400 heures, contrairement aux aramides et Spectra qui n'arrêtent pas de se dégrader. Ce matériau est utilisé pour les voiles de croisière.

### Polyéthylène

#### Spectra
Le Spectra est une marque de fibre synthétique en polyéthylène de masse molaire très élevée produit par Honeywell. La fibre offre une résistance aux UV supérieure au PET avec une rigidité bien plus élevée en seconde place derrière la fibre de carbone. Elle offre aussi une grande résistance à la rupture et une haute flexibilité. Mais elle souffre de possibles déformations plastiques lors de longues utilisations. Cette modification de la forme de la voile la fait vieillir prématurément, c'est la raison pour laquelle elle est surtout employée pour les spi en compétition (la voile est changée régulièrement).

#### Dyneema
Équivalent au Spectra, le Dyneema est produit aux Pays-Bas par la société DSM. Très utilisé en Europe pour les voiles, la fibre offre une gamme comparable au Spectra. Cette fibre devient de plus en plus populaire en Amérique du Nord.

#### Certran
Hoechst Celanese produit du Certran, un polyéthylène similaire au Spectra, de résistance à la rupture deux fois plus faible. Il est similaire au Spectra mais avec une flexibilité supérieure et une résistance aux UV supérieure.

### Fibre de carbone

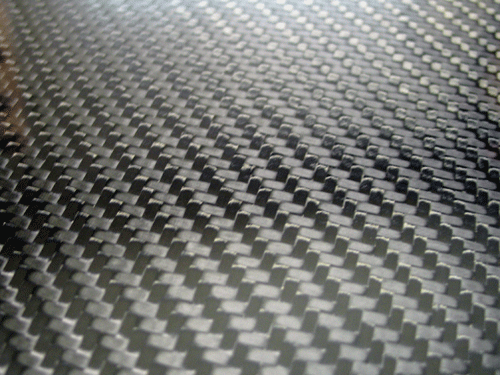
Tissu de carbone

La fibre de carbone est un assemblage d'atomes de carbone dans une configuration offrant une grande résistance. Il n'est pas sensible aux UV et offre une faible élasticité. La gamme des fibres de carbone va de fibres d'une extrême fragilité à des fibres extrêmement durables, flexibles et à peine moins solides que les fibres d'aramide.

## Tissage

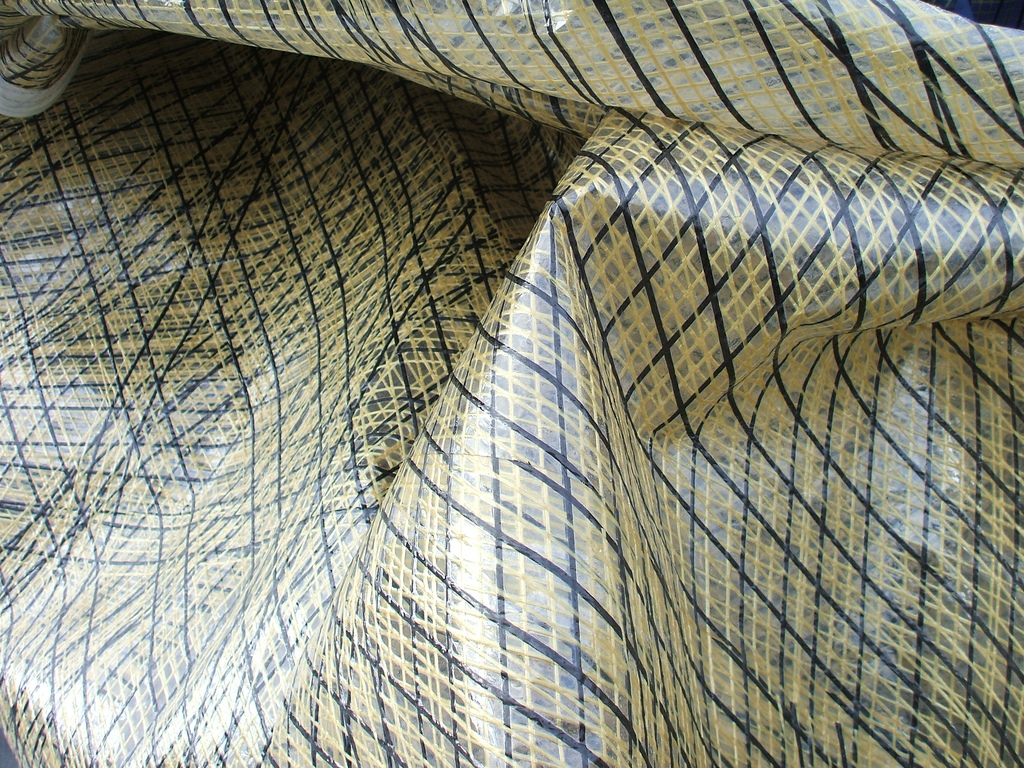
Le tissage Kevlar-carbone est particulièrement visible sur cette voile

Le tissage des fils ou fibres est souvent un tissage formant une trame de 148 par 160 soit environ 13,10 m/kg pour une largeur de rouleau (laize) de 102 cm. Un tissage serré est préféré pour les voiles de spi et les voiles hautes. La qualité du tissage est primordiale, il vaut mieux un bon tissage avec une fil moyen qu'un mauvais tissage avec un fil excellent.
Beaucoup de techniques sont employées pour le tissage, le fil de trame peut ne pas être identique au fil de chaine. Cela permet de renforcer une direction du tissu. Le tissu est dit orienté chaîne lorsque le fil de chaîne est plus solide que le fil de trame. Par conséquent un tissu orienté chaîne est plus résistant dans le sens de la longueur. Inversement un tissu orienté trame lorsque le fil de trame est plus résistant que le fil de chaine. Le tissu sera alors plus résistant dans le sens de la largeur. Lorsqu'aucun des fils chaîne ou trame n'est privilégié le tissu est dit équilibré. Le type d'orientation du tissu détermine les coupes possibles du tissu. En effet les efforts d'une voile sont principalement orientées verticalement. Au point de fixation, la concentration des efforts est maximale. Avec un tissu orienté trame la coupe est uniquement horizontale avec des laizes perpendiculaires à la chute. La coupe des voiles peut se faire de trois façons :
- coupe horizontale[28] ;
- coupe verticale ;
- coupe radiale.

Dans la coupe horizontale, les laizes sont assemblées alors en panneaux parallèles à la bordure. Une laize ressemble à un rectangle horizontal.
Dans la coupe verticale, les laizes sont assemblées alors en panneaux parallèles à la chute. un laize ressemble à un rectangle vertical.
Dans la coupe radiale, le tissu est coupé en biais. Les laizes ressemble à un triangle (ou un triangle tronqué).
Lorsque les triangles pointent tous vers un même point la voile est dite radiale. Lorsque les triangles forment nettement deux groupes :
- le premier groupe de triangles pointant vers un point de la voile ;
- le deuxième groupe vers un autre point ;

la voile est dite biradiale.
Une coupe est dite triradiale quand la voile est formée de trois groupes distincts de triangles pointant vers trois points différents. Les points en question sont les points de fixation de la voile (amure, drisse, écoute). Une coupe triradiale permet de rapprocher au mieux le fil fort des lignes d'effort de voile que les autres types de coupe, la voile est donc plus solide toutes choses étant égales par ailleurs. Comme la contrainte est d'orienter au mieux le fil fort suivant les lignes de contrainte, un tissu orienté trame ne peut être employé que pour les voiles à coupe horizontale. Un tissu orienté chaîne ne peut employé que pour les voiles à coupe verticale et radiale.
Les voiles modernes utilisent généralement cette technique. Mais des tissages plus lâches existent.

coupe horizontale
coupe biradiale
coupe triradiale

Par nature les tissages sont sensibles aux déchirures. Par construction, le tissage consiste à passer alternativement le fil de trame et de chaine l'un au-dessus de l'autre. Le fil ne relie pas deux points de façon la plus courte, en ligne droite mais en ondulant appelé embuvage. En conséquence lorsqu'une charge est appliquée, le fil a tendance à se tendre, c'est-à-dire se rapprocher de la ligne droite, le tissu s'allonge. Ironiquement pour réduire ce problème d'allongement il faudrait tisser plus serré, c'est-à-dire trouver une fibre acceptant plus de courbure, donc plus solide. Mais les fibres plus solides sont aussi plus rigides, donc non tissables.

### Tissage plus lâche
Des tissages plus lâches existent. Ces tissages plus modernes ressemblent plus d'aspect à un grillage ou à treillis. Trois grandes catégories existent. Les maîtres voiliers combinent parfois ces techniques par exemple renforcer la tenue spatiale d'une fibre orientée par l'ajout d'un scrim. Ces techniques sont bien plus difficiles et longues à mettre en œuvre. Ces techniques offrent des performances incomparables, c'est le cœur du métier des voileries hautes performances. Dans la littérature il n'est pas rare d'employer par abus le terme générique de scrim à l'ensemble de ces techniques.

#### Fibres orientées
L'idée est d'orienter les fibres suivant les lignes d'effort de la voile. Grâce aux progrès techniques, la longueur d'une fibre n'est plus limitée, ainsi les fibres sont :
- placées d'un seul tenant ;
- parcourent toute la voile ;
- et suivent les lignes d'effort de la voile.

Une fibre va donc d'une fixation de la voile à une autre fixation de la voile.
Une voile spi est tenue uniquement en trois points :
- point d'amure ;
- point d'écoute ;
- point de drisse.

Le scrim est alors composé de trois faisceaux de fibres allant d'un point de fixation de la voile à un autre :
- du point d'armure au point d'écoute ;
- du point d'écoute au point de drisse ;
- du point de drisse au point d'amure.

Le treillis devient bien plus complexe pour des voiles où la fixation n'est plus un simple point mais une ligne comme par exemple le guidant (ou mât) d'une grand voile de bermudien, la corne d'une voile à corne ou la bôme.
Pour maintenir en place les fibres, à chaque croisement de fil, les deux fils sont liés entre eux (par de la colle par exemple).
La voile est dite à fibre orientée.

#### Scrim
Les fils forment un grillage rectangulaire. Pour maintenir en place les fibres, à chaque croisement de fil, les deux fils sont liés entre eux (par de la colle par exemple). L'ensemble de ces fibres forment une sorte de tissage appelé scrim.

#### Ruban
Dans ce cas le fil est remplacé par une bande. Deux largeurs de bandes peuvent être employées pour réaliser le tissu.

## Films
Un film est une fine couche de matériaux extrudé à partir de polymère. Le film est utilisé avec des matériaux tissés pour former des voiles laminées.

### Film de PET
Le PET est le film le plus répandu. Par extrusion et réticulation sous tension, on obtient du polyester amorphe un film aux propriétés biaxiales semi-cristallines. Ce film de très grande solidité en tension, très stable et transparent, très bon isolant électrique, est connu sous les marques Mylar et Melinex.

### Film de PEN
Le film de PEN est la version aux propriétés biaxiales de la fibre de PEN. Comme la fibre PEN est plus résistante que la fibre PET, le film PEN est plus résistant que le film PET. Néanmoins le film PEN est peu employé car il se détériore plus vite dans le temps que le PET.

### Bain
Une nouvelle technique est apparue, au lieu de poser un film par laminage, la voile est plongée dans un bain de résine Teldar. Il se crée alors au séchage un film PVF (poly(fluorure de vinyle)).

## Voile laminée
À partir des années 1970, les voileries ont commencé à fabriquer des voiles laminées. Les voiles laminées sont des voiles composés d'un sandwich de différents matériaux synthétiques disposés en plusieurs couches. Le cumul de couches de matériaux différents permet de cumuler les avantages de chacun.
En utilisant des films de PET ou PEN, l'allongement (élasticité) de la voile est considérablement réduit. De même les voileries ont pu orienter les fibres. c'est-à-dire placer un scrim. Des couches de taffetas sont aussi insérées en sus pour améliorer le ragage.
Les voiles laminées peuvent être classées en quatre catégories suivant les techniques de fabrication employées,.

### Tissé-Film-Tissé
Le film est pris en sandwich entre deux couches de tissus parfois appelé taffetas. Le film procure une plus grande résistance à élongation (déformation de la voile) qu'un tissu, les deux tissus apportent une protection du film en améliorant la résistance à l'abrasion et aux déchirures. Les versions haut de gamme utilisent du Spectra tissé ou du taffetas de Kevlar. Dans de récentes évolutions, des fils d'aramide sont inclus dans le film. Parfois une seule couche de tissu (ou taffetas) au lieu de deux est mise pour soit des questions de cout ou de légèreté de voile.

### Film-Scrim-Film ou Film-sur-Film
Ce type de voile est un sandwich de trois couches : un film, un scrim, et un film. Le scrim est pressé entre deux couches de film.
Cette méthode crée une voile très peu sensible à l'étirement (déformation plastique sous contrainte), ce qui n'est pas possible avec un tissu. Un tissu se déforme trop facilement. De plus comme le scrim est pris entre deux films cette technique réduit la quantité de colle nécessaire aux maintien du scrim. Dans les voiles haut de gamme les fils du scrim peuvent être pré-contraints durant la phase d'assemblage avec les films, cette méthode est à comparer au béton précontraint (plus performant pour un même poids).
Les inconvénients de cette technologie sont :
- la voile est sensible à l'abrasion (les films ne sont pas protégés) ;
- la voile est peu flexible ;
- les fils du scrim ne sont pas protégés des UV, dans certains cas les films sont traités en ce sens pour éliminer le problème.

### Tissé-Film-Scrim-Film-Tissé
C'est la technique la plus haut de gamme mature. Le scrim est composé de fil très résistant mais ces fils sont généralement sensibles aux UV. Le scrim est maintenu dans un film, en fait protégé de chaque côté des UV par un film. Les films sont traités opaques aux UV pour protéger le scrim. Les films étant fragiles à l'abrasion, un taffetas est ajouté de chaque côté pour protéger la voile. Cette technique combine les avantages de chaque matériau mais reste d'un cout élevé.

### Tissé/Scrim/Tissé
Le scrim est entouré par une couche de tissu sans que le scrim soit inclus dans un film. Le problème est d'être capable de faire le scrim avec un fil très résistant, car il est difficile de faire cohabiter deux fils différents ensemble, celui du scrim et celui du tissu. Cette technologie est encore très récente mais reste prometteuse.

## Renfort
Il est judicieux pour améliorer la pérennité de la voile de renforcer les points de fortes contraintes ainsi que les points de forte usure. Ces renforts sont à placer judicieusement sans pour autant trop rigidifier la voile, ce qui changerait son profil et donc ses performances. Le renfort le plus courant est le rajout de coutures, souvent accompagnées d'une couche supplémentaire de tissus à voile cousue à la voile. Dans le cas de voile laminée, l'assemblage de la couche supplémentaire est plus délicate (couture quasi exclue dans les voiles hautes performances 3D).

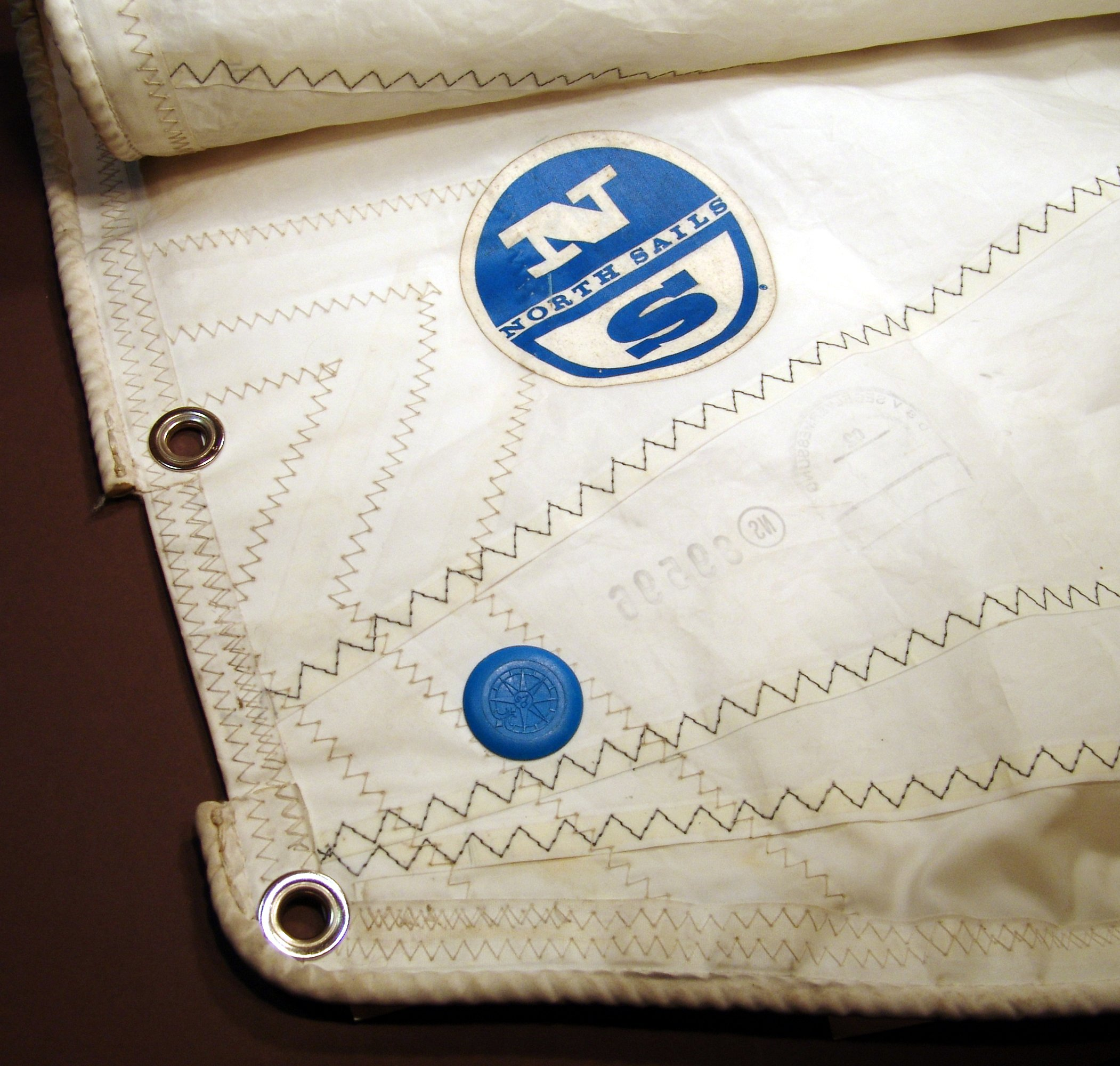
Les renforts sont bien visibles sur la voile : couture, œillet, etc.
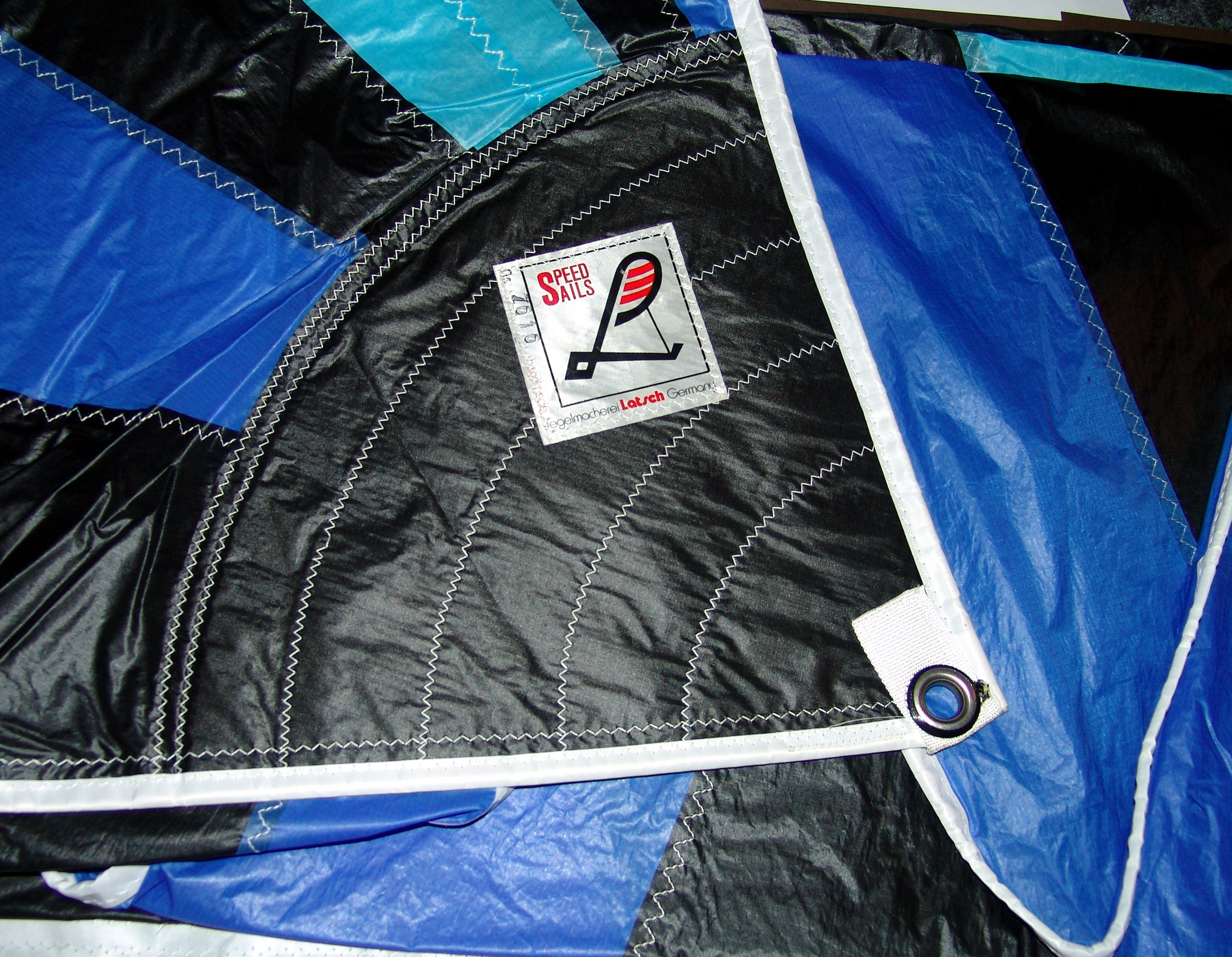
visibles aussi sur cette voile

### Les renforts d’angles
Les renforts d'angle sont quasi obligatoires. Ils peuvent être intégrés à la voile ou rapportés (tissus à voile rigide éventuellement autocollant, ou en adhésif très solide, adhésif armé, cousue). Le tissu à voile collé et cousu résistera mieux dans le temps que l'adhésif seul.
Le passage des écoutes et des drisses est le point où tous les efforts de la voile sont transmis au gréement, donc au navire. Les efforts sont tels que des matériaux comme l'acier sont employés : les œillets (type magasin de bricolage).

### Les renforts de guindant
Très courants, car c'est une zone avec un fort ragage. Le mieux est un renfort en tissu (ou film) à voile, mais des adhésifs armés existent.

### Les renforts le long de la chute
Rarement employés, car leur pose s'accompagne généralement d'une déformation de la voile. Il en existe en adhésif mylar ou renforcé Kevlar.

### Les lattes
Les lattes sont des renforts de voile assez rigide, elles permettent d'une part un renfort et d'autre part le maintien du profil de la voile. Elles sont surtout employées pour le maintien de la forme de la chute. Beaucoup de matériaux sont employés, les plus courants étant le polyester ou la fibre de verre, et la fibre de carbone pour les voiles de régate. Elles sont soit démontables soit intégrées à la voile,,.
Lorsque plusieurs lattes font toute la bordure, la voile se nomme voile fullbatten.

## Couture

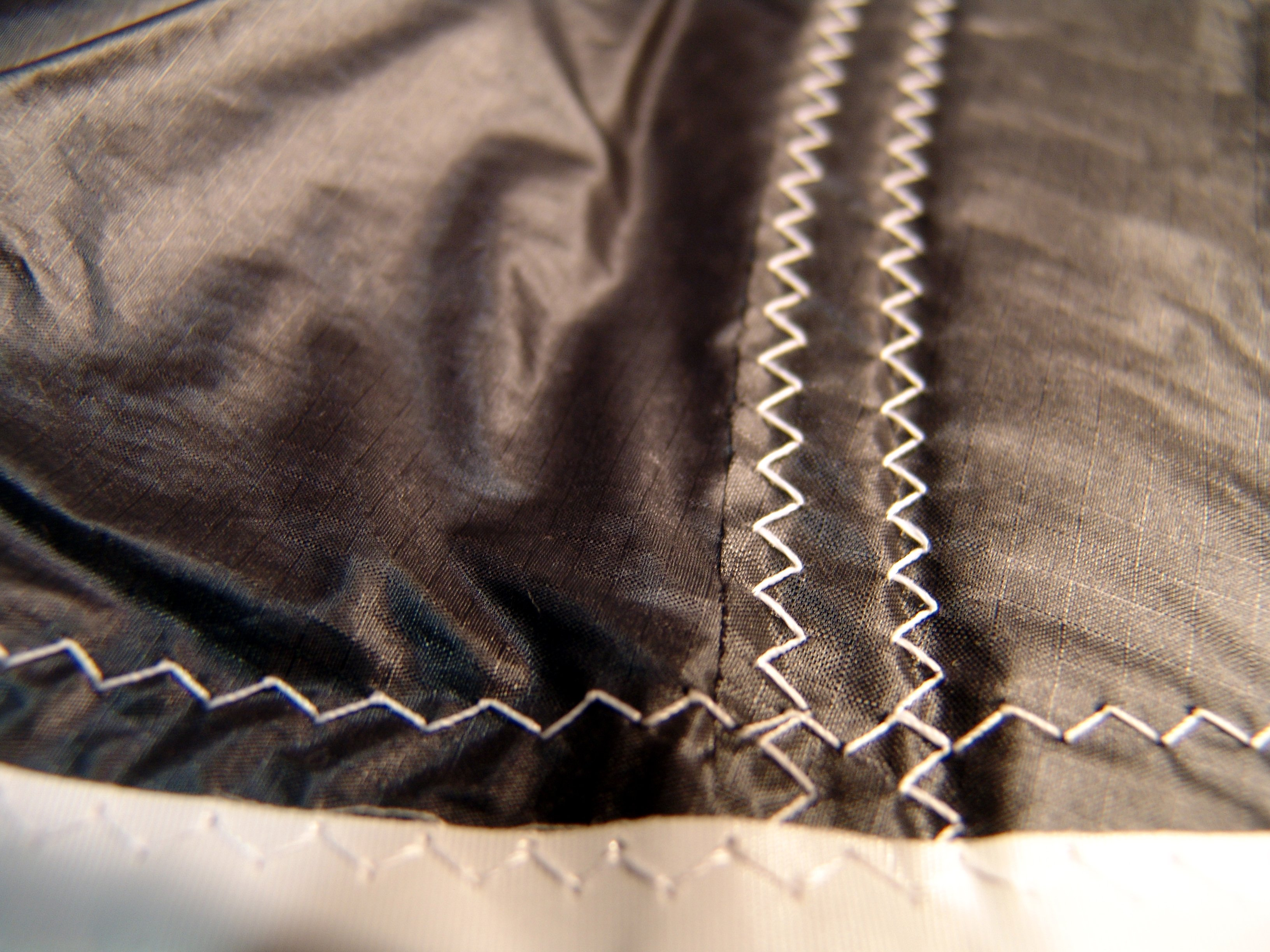
Couture en fil blanc sur un spi

Lorsque la voile n'est pas en un seul morceau, il faut lier les différents éléments appelé laizes. La couture est le moyen employé pour l'assemblage des laizes,,. La couture des voiles est un domaine à part entière,.